# К бою готовы
«К бою готовы» (англ. Ready to Rumble) — американский комедийный фильм 2000 года, снятый режиссером Брайаном Роббинсом и сценаристом Стивеном Брилом по мотивам реслинг-промоушна World Championship Wrestling (WCW). Свое название фильм получил от коронной фразы ринг-анонсера Майкла Баффера: «Приготовьтесь к бою!» (англ. Let's get ready to rumble!). В фильме снялись многие рестлеры из WCW.
В фильме дебютировал будущий рестлер и актёр Джон Сина, который появляется в качестве статиста в сцене, происходящей в спортзале.

## Сюжет
Придурковатые работники канализации Горди Боггс и Шон Докинз наблюдают за тем, как их любимого рестлера, чемпиона мира WCW в тяжелом весе Джимми Кинга, обманом лишает титула Даймонд Даллас Пейдж. После матча пара выражает свою ярость во время поездки в своем септическом грузовике, в результате чего Горди и Шон попадают в автокатастрофу и выживают.

## В ролях
- Дэвид Аркетт — Горди Боггс
- Оливер Платт — Джимми Кинг
- Скотт Каан — Шон Докинз
- Роуз Макгоуэн — Саша
- Джо Пантолиано — Тайтус Синклер
- Мартин Ландау — Сэл Бандини

## Производство
Персонаж Сэла Бандини основан на рестлерах Лу Тезе и Стю Харте. Оливер Платт случайно ударил Рэнди Сэвиджа по лицу во время съемок сцены. Кадры этого инцидента, снятые через плечо Саваджа, можно увидеть в ролике, показанном во время заключительных титров. Крис Каньон был дублёром Платта, а Шейн Хелмс — дублёром Дэвида Аркетта. Персонаж Тайтуса Синклера основан на президенте и исполнительном продюсере WCW Эрике Бишоффе, который первоначально планировал сняться в этом фильме в вымышленном образе, но был уволен из WCW до начала съемок.

## Продвижение
В 2000 году, после выхода фильма, Дэвида Аркетта привлекли к сюжетным линиям WCW, где он позже получил титул чемпиона мира в тяжелом весе WCW. Аркетт был против идеи стать чемпионом мира WCW в тяжелом весе, считая, что фанаты будут против того, чтобы титул достался не-рестлеру. Винс Руссо, который в то время был главным сценаристом WCW, настаивал на том, что Аркетт станет чемпионом — это будет хорошо для компании и Аркетт неохотно согласился. Все деньги, заработанные им за время пребывания в WCW, были переданы семьям Оуэна Харта (который погиб в результате несчастного случая), Брайана Пиллмана (который умер от недиагностированного заболевания сердца) и Даррена Дроздова (который получил паралич после несчастного случая на ринге). После того, как World Wrestling Federation приобрела WCW в 2001 году, чемпионство Аркетта было названо главной причиной провала Nitro. Джин Окерланд в интервью 2009 года, посвященном истории WCW, заявил, что «как только Аркетт выиграл титул, его с таким же успехом можно было выбросить в мусорную корзину» из-за потери того немногого доверия, которое оставалось к тому моменту.

## Оценки
«К бою готовы» получил в основном негативные оценки, получив на Rotten Tomatoes рейтинг 23 % на основе 70 рецензий, со средней оценкой 3,9/10. Общая характеристика гласит: «Самый низкий юмор, который не смешон для детей и оскорбителен для взрослых». На сайте Metacritic, который присваивает нормализованный рейтинг из 100 баллов рецензиям основных критиков, фильм получил средний балл 23, основанный на 26 оценках критиков, что указывает на «в целом неблагоприятные отзывы».